# Trenta-nou
El trenta-nou és un nombre natural que segueix el trenta-vuit i precedeix el quaranta. S'escriu 39 en xifres àrabs, XXXIX en les romanes i 三十九 en les xineses.
Ocurrències del 39:
- Les mencions al treball a la Torà.
- El nombre de llibres de l'Antic Testament segons el canon protestant.
- Els trenta-nou graons és una coneguda pel·lícula d'Alfred Hitchcock.
- És el prefix telefònic d'Itàlia.
- El nombre de cops de fuet que rebia un esclau a l'antiga Roma.
- En japonès serveix per dir "gràcies" al xat de manera col·loquial, igual que 10 pot servir per dir "adéu" en català.
- Designa l'any 39 i el 39 aC.